# Políticas linguísticas in vivo
Políticas linguísticas in vivo é um conceito proposto por Louis-jean Calvet    no seu livro intitulado As políticas linguísticas (2007) para se pensar manifestações linguísticas incompreendidas pelos documentos oficiais. As relações linguísticas cotidianas constituem um domínio importante de estudos na área de política linguística. Portanto, políticas linguísticas in vivo é um domínio de estudo dentro do campo de política linguística. e tem como preocupação entender as escolhas linguísticas e suas motivações numa determinada sociedade, Estado ou comunidade. Pensar políticas linguísticas somente do ponto de vista de poder oficial, é um modo ineficaz de estuda e frequentemente não dá conta da complexidade da realidade. Por exemplo, em muitos países africanos de língua oficial português (PALOP), as línguas oficiais não são majoritárias. Ainda que os Estados imponham uma língua, a população segue uma prática linguística oposta. 
Esta forma de refletir sobre a complexidade do campo de política linguística, considerando mais agentes além do Estado, subentende relações de poder envolvido na prática de formulação e planejamento de políticas linguísticas. Políticas linguísticas in vivo e o próprio campo de política linguística, grosso modo, é melhor entendida a partir do conceito de poder pensado por Foucault (1979). 
O conceito de políticas linguísticas in vivo proposto por Louis-jean Calvet merece uma reflexão crítica. As políticas linguísticas in vivo, entendido como práticas linguísticas não impostas pela legislação, podem ser profundamente influenciadas pelas escolhas oficiais. A escolha de uma língua pelo Estado pode influenciar práticas linguísticas de uma população, consciente ou inconscientemente. Uma vez que línguas oficiais são línguas de prestígio social, as pessoas podem preferir essas línguas em suas práticas linguísticas cotidianas porque, como se sabe, falar é existir no mundo e as língua que falamos têm valores diferentes, do ponto de vista social. Portanto, como estabelecer limites entre políticas linguísticas oficiais e políticas linguísticas in vivo? Do ponto de vista teórica e estratégica, essa diferenciação é necessário para se evidenciar diferentes agentes produtores de políticas linguísticas, mas, na prática, é questionável.
1. ↑  CALVET, Louis-Jean (2007). As políticas linguísticas. São Paulo: Parábola/IPOL. pp. 5–15
2. ↑  FOUCAULT, Michel. Microfísica do poder. [S.l.]: Organização e tradução de Roberto Machado. pp. 10–20